# Paul Gerimon
Paul Gérimont, (dit Paul Gerimon), né à Dinant (Belgique), est un chanteur lyrique belge doté d'une voix de basse. Sa carrière internationale et ses performances en concerts et à l'opéra débutent dès les années 1980.

## Débuts
Au cours de ses Humanités Classiques, Paul Gerimon termine ses prix supérieurs en Chant et en Violon à l'Académie de Musique de sa ville natale. Doté d'une puissante et profonde voix de basse, il chante dès l'âge de dix-sept ans comme soliste avec la Radio Télévision Belge Francophone et est ensuite engagé comme basse-soliste  au Théâtre Royal de La Monnaie où il chantera durant plus de trente années.  Il est également engagé dans la troupe de l'Opéra Royal de Wallonie (Liège, 1983-1986).

## Carrière
À partir de 1988, il est invité, outre La Monnaie de Bruxelles, au Festival d'Aix-en-Provence, au Théâtre des Champs Elysées, à l'Opéra-Comique à Paris, à l'Opéra du Rhin, à la Philharmonie de Strasbourg, à l'Arsenal de Metz, aux opéras de Tours, Rennes, Rouen et Lille, au Coliseo de Lisbonne, au Teatro Massimo de Palerme, au Covent Garden – Barbican Centre, au Barbican Hall à Londres, au Theater Carré à Amsterdam, avec le Nationale Reisopera, à l'Opéra de Nuremberg, à la Philharmonie de Berlin, au Palacio de Bellas Artes à Buenos Aires, à la Brooklyn Academy of Music à New-York, à Rome, Florence, Rio de Janeiro, Toronto, Montréal,...
Sur les scènes lyriques, il chante les rôles de Caronte, Plutone, Don Bartolo, Il Commendatore, Sarastro, Don Basilio, Sparafucile, Colline,... dans Nabucco, Tannhäuser, La Khovantchina,, Carmen, Tosca, Madame Butterfly, Die Frau ohne Schatten, Mahagonny, Lady Macbeth du district de Mtsensk, Albert Herring, The Phantom of the Opera,... A Bruxelles on le voit aussi au Théâtre National dans « Le Bourgeois gentilhomme » et au Théâtre de La Balsamine en Don Juan. Il travaille également en collaboration avec Eugène Ionesco, Fernando Arrabal, Michel Butor, Nino Rota, Leo Küpper, Jonathan Harvey, Mireille Larroche, Trisha Brown, Mudra (Ballets du XXe siècle de Maurice Béjart) et il crée plusieurs premières mondiales dont « Le Rouge et le Noir » de Claude Prey au Festival d'Aix, « Maximilien Kolbe » de Probst-Ionesco au Meeting de Rimini, « La Petite Messe de Pâques » de Fabrizio Cassol au Théâtre de La Place (Liège), « Le Sablier du Phoenix » de Henri Pousseur sur un livret de Michel Butor au Théâtre Royal de Mons, « Missa Brevis » de Chris Christoffels à la Cathédrale Sts Michel et Gudule, « Œdipe sur la route » de Henri Bauchau et Pierre Bartholomée à La Monnaie de Bruxelles,...
En concert il chante Monteverdi, et Charpentier avec Les Arts Florissants, Le Concerto Vocale, Les Talens Lyriques, Schutz avec le Ricercar Consort ainsi que des Cantates de Buxtehude, le Magnificat et des Cantates de Bach, Les Sept Paroles du Christ en Croix de Haydn, la Messe du Couronnement et le Requiem de Mozart, La Damnation de Faust (Brander), Renard (Le Chat) de Stravinsky,...
Il travaille sous la direction de René Jacobs, William Christie, Christophe Rousset, Richard Egarr, Gianfranco Rivoli, Theodor Guschlbauer, Paul Daniel, Stefan Soltesz, Kazushi Ono, Antonio Pappano,... aux côtés de Viorica Cortez, Nelly Miricioiu, Gabriele Schnaut, Elena Zaremba, Alain Vanzo, Donald McIntyre, Franco Farina, Willard White, José van Dam,, Simon Keenlyside,...
Il participe au Tricentenaire de La Monnaie devant le roi Albert II de Belgique et la reine Paola et au quatrième centenaire de l'Opéra au Palazzo Pitti à Florence avec le Maggio Musicale Fiorentino (Plutone dans L'Euridice de Peri retransmis en mondiovision). 
De 2004 à 2010, il est administrateur de l'Union des Artistes du Spectacle, et d’URADEX (Droits Voisins) en Belgique. Il est également administrateur d’Ars Lyrica,.
En 2013 il chante "Caronte" (L'Orfeo) au Barbican Hall à Londres avec l'Academy of Ancient Music et il crée le rôle du "Père" dans "Kafka Musical" à Bruxelles en 2015, rôle qu'il reprendra en 2017. 
Paul Gerimon est reconnu comme professeur de chant par le Ministère de l'Enseignement Supérieur de la Communauté française de Belgique. Il travaille comme coach vocal pour le Théâtre Royal de la Monnaie et pour la Yehudi Menuhin Foundation de 2001 à 2008 et il donne également des cours de chant au Conservatoire Royal de Liège (année 2013-2014).

## Discographie et récompenses
Il a plusieurs enregistrements et films à son actif dont:
- « Maximilien Kolbe[28] » de Dominique Probst - Eugène Ionesco[29] (CD Cybelia et Integral Classic: « Orphée d'Or 1991 de l'Académie Nationale du disque lyrique »)
- « L'Euridice » de Peri (Plutone, CD Maguelone)
- « Wo Ma »[30] de Scelsi[31] (CD Sub Rosa)
- « Du Mont[32] » avec Christophe Rousset (CD Emi - Virgin)
- « Missa Brevis » de Chris Cristoffels (CD thinktalk)
- « Amor Aeternus » de Nicholas Lens (CD Sony - BMG Classics)
- « Œdipe sur la route » de Henri Bauchau – Pierre Bartholomée (CD evidence), with José van Dam, Live from La Monnaie.
- « L'Orfeo[33] » de Monteverdi[34] avec René Jacobs (Caronte[35] aux côtés des Orfeos de Laurence Dale et de Simon Keenlyside, 2CD et 2DVD Harmonia Mundi: « Meilleur spectacle lyrique de l'année »[36], « Choc du Monde de la musique 2006 », « Prix Caecilia 2006 »),...